# کالین بل
کالین بل (انگلیسی: Colin Bell؛ ۲۶ فوریهٔ ۱۹۴۶ - ۵ ژانویهٔ ۲۰۲۱) بازیکن فوتبال اهل انگلستان و اسطوره باشگاه منچسترسیتی بود که سابقه بازی در تیم ملی فوتبال انگلستان را نیز در کارنامه خود داشت. کالین بل با وجود بازی در پست هافبک دفاعی موفق به ثبت ۱۵۳ گل در ۵۰۱ بازی برای منچسترسیتی گردید. ۲۲ مه ۱۹۶۸ نخستین بازی ملی خود را در مقابل تیم ملی فوتبال سوئد انجام داد و با حضور در ۴۸ بازی ملی، در تاریخ ۳۰ اکتبر ۱۹۷۵ واپسین بازی ملی‌اش را در برابر تیم ملی فوتبال چکسلواکی برگزار کرد. این بازیکن توانسته در بازی‌های ملی، ۹ گل به ثمر برساند. وی سرانجام در پنجم ژانویه ۲۰۲۱ و در ۷۴ سالگی درگذشت.

## افتخارات

### منچسترسیتی
- لیگ برتر انگلستان: ۱۹۶۸
- اف ای کاپ انگلستان: ۱۹۶۹
- جام اتحادیه انگلستان: ۱۹۷۰، ۱۹۷۶
- سوپرجام انگلستان: ۱۹۶۸، ۱۹۷۲
- جام در جام اروپا: ۱۹۷۰

### افتخارات و آمار شخصی
- مدال برنز جام ملت های اروپا: ۱۹۶۸
- بازیکن سال باشگاه منچسترسیتی: ۱۹۶۸
- تیم منتخب فصل لیگ برتر انگلستان: ۱۹۷۵
- تالار مشاهیر فوتبال انگلستان
- اسطوره های لیگ انگلستان
- تالار مشاهیر شهر منچستر
- گلزن ترین هافبک تاریخ منچسترسیتی با ۱۵۳ گل زده
- آقای گل منچسترسیتی (چهار فصل): ۱۹۶۷, ۱۹۷۰(مشترک), ۱۹۷۱ (مشترک), ۱۹۷۵
- گلزن ترین هافبک منچسترسیتی در شهرآورد شهر منچستر با ۸ گل زده
- نشان امپراتوری بریتانیا